# Werner Bieder
Werner Bieder (* 21. Juli 1911 in Basel; † 5. April 1999 ebenda) war ein Schweizer evangelischer Geistlicher und Hochschullehrer.

## Leben
Werner Bieder war der älteste Sohn des Juristen Ernst Bieder und dessen Ehefrau Nelly (geb. Niethammer).
Er besuchte in Basel die Primarschule und im Anschluss daran das dortige humanistische Gymnasium (heute: Gymnasium am Münsterplatz), das er im Frühjahr 1930 mit seiner Maturität abschloss.
Aufgrund der freisinnigen und pietistischen Erziehung seiner Eltern und Grosseltern entschied er sich für ein Theologiestudium und absolvierte dieses von 1930 bis 1934 an der Universität Basel sowie an der Universität Bonn, dort hörte er unter anderem die Vorlesungen von Karl Barth. Nachdem er sein Vikariat bei Pfarrer Lukas Christ in Pratteln absolviert hatte, wurde er nach seiner Ordination am 19. Mai 1935 im Basler Münster unter Pfarrer Alphons Koechlin (1885–1965), durch die Gemeinde Oberhallau zum Seelsorger gewählt. Dort blieb er bis 1941 und setzte sich in dieser Zeit mit seinen benachbarten Pfarrern Arthur Rich, Christian Maurer (1913–1992) und Hans Wildberger (1910–1986) kritisch mit dem Nationalsozialismus auseinander. In den folgenden vierzehn Jahren war er Pfarrer in Glarus; in dieser Zeit folgte er einer Anregung von Professor Fritz Blanke aus Zürich und erstellte die Habilitationsschrift Die Vorstellung von der Höllenfahrt Jesu Christi und erwarb sich damit die venia legendi, so dass er mit Beginn des Sommersemesters 1948 an der Universität Basel als Privatdozent neutestamentliche Vorlesungen hielt. Auf Anfrage von Walter Neidhart wurde er im Herbst 1955 zum Studienleiter der Basler Mission gewählt, so dass er nun bis 1971 ein Doppelamt als praktischer theologischer Lehrer im Missionshaus und als Privatdozent der Universität ausübte, dazu verstand er es, auch weiterhin in der praktischen Gemeindearbeit tätig zu sein.
Im Herbst 1957 erfolgte seine Ernennung zum ausserordentlichen Professor für das Neue Testament und von 1957 bis 1976 für Missionswissenschaften an der Theologischen Fakultät der Universität Basel, bildete aber auch weiterhin im Missionshaus praktisch aus; dazu kamen noch Lehr- und Lernaufgaben in aussereuropäischen Kolleges in Kamerun, Ghana, Indien und Korea. In verschiedenen Jahren war er auch Hauptredakteur beziehungsweise Mitarbeiter erst am Evangelischen Missionsmagazin und später an der Zeitschrift für Mission und veröffentlichte Aufsätze und Rezensionen.
Werner Bieder war im Jugendwerk des Blauen Kreuzes engagiert und lernte dort seine spätere Ehefrau Gertrud, Tochter des Käsers Friedrich Bernhard, kennen; gemeinsam waren sie über sechzig Jahre verheiratet und hatten vier Kinder:
- Maria Ursula Bieder (* 1936);
- Peter Andreas Bieder (* 1939, † 2008);
- Anna Katharina Bieder (* 1942, † 2020);
- Johannes Markus Bieder (* 1945).

## Auszeichnungen
- Werner Bieder erhielt 1971 den Wissenschaftspreis der Stadt Basel.

## Schriften (Auswahl)
- Ekklesia und Polis im Neuen Testament und in der Alten Kirche: zugleich eine Auseinandersetzung mit Erik Petersons Kirchenbegriff. Zürich: Zwingli, cop. 1941
- Der Kolosserbrief.  Zürich: Zwingli-Verlag, 1943.
- Der Philomonbrief. Zürich: Zwingli-Verlag, 1944.
- Die Vorstellung von der Höllenfahrt Jesu Christi. Zürich: Zwingli-Verlag, 1949.
- Grund und Kraft der Mission nach dem 1. Petrusbrief. Zollikon-Zürich : Evangelischer Verl., 1950.
- Die kolossische Irrlehre und die Kirche von heute. Zollikon: Evangelischer Verlag, 1952.
- Die Apostelgeschichte in der Historie: ein Beitrag zur Auslegungsgeschichte des Missionsbuches der Kirche. Zürich, 1960.
- Die Berufung im Neuen Testament. Zuerich: Zwingli Verlag, 1961.
- Das Mysterium Christi und die Mission: ein Beitrag zur missionarischen Sakramentalgestalt der Kirche. Zürich: EVZ-Verlag, 1964.
- Gottes Sendung und der missionarische Auftrag der Kirche nach Matthäus, Lukas, Paulus und Johannes. Zürich EVZ-Verlag, 1965.
- Der Verheissung der Taufe im Neuen Testament. Zürich: EVZ-Verlag, 1966.